# At the BBC (álbum de Robert Palmer)
At the BBC es un álbum en vivo póstumo del cantante británico de rock Robert Palmer, publicado en 2010 por Spectrum Music. A diferencia de otros lanzamiento de la serie Live at the BBC, esta producción recopila una sola grabación en directo del cantante dado el 31 de mayo de 1983 en el Hammersmith Palais de Londres, durante la gira promocional de Pride. Como pista final se incluye una versión en directo de «Johnny and Mary», grabado el 29 de enero de 1982 en el programa Friday Night, Saturday Morning de la BBC.

## Lista de canciones
| N.º | Título                             | Escritor(es)                                              | Duración |  |
| 1.  | «Every Kinda People»               | Andy Fraser                                               |          |  |
| 2.  | «What Can You Bring?»              | Jeff Fortgang                                             |          |  |
| 3.  | «Dance For Me»                     | Palmer                                                    |          |  |
| 4.  | «Want You More»                    | Palmer                                                    |          |  |
| 5.  | «You Can Have It (Take My Heart)»  | Kool & the Gang, J.T. Taylor, George Brown, Claydes Smith |          |  |
| 6.  | «Woke Up Laughing»                 | Palmer                                                    |          |  |
| 7.  | «Say You Will»                     | Palmer, Rupert Hine                                       |          |  |
| 8.  | «Sneakin' Sally Through The Alley» | Allen Toussaint                                           |          |  |
| 9.  | «Pride»                            | Palmer                                                    |          |  |
| 10. | «It's Not Difficult»               | Palmer                                                    |          |  |
| 11. | «Some Guys Have All The Luck»      | Jeff Fortgang                                             |          |  |
| 12. | «Best of Both Worlds»              | Palmer                                                    |          |  |
| 13. | «Sulky Girl»                       | Palmer                                                    |          |  |
| 14. | «Looking for Clues»                | Palmer                                                    |          |  |
| 15. | «Johnny and Mary»                  | Palmer                                                    |          |  |